# Ampelion
Ampelion es un género de aves paseriformes perteneciente a la familia Cotingidae, que agrupa a dos especies nativas de América del Sur donde se distribuyen en las zonas boscosas de los Andes, desde el oeste de Venezuela, por Colombia, Ecuador y Perú hasta el oeste de Bolivia. A sus miembros se les conoce por el nombre popular de cotingas.

## Etimología
El nombre genérico masculino «Ampelion» deriva del griego «ampeliōn, ampeliōnos», un pequeño pájaro desconocido mencionado por Dionisio, o del latín «ampelion, ampelionis», un pájaro desconocido, identificado de forma variada.

## Características
Las dos aves de este género son cotíngidos de tamaño mediano, midiendo alrededor de 21 cm de longitud, ambas con destacadas crestas nucales, encontradas en bosques andinos de altitud, entre 1750 y 3700 m. Se alimentan de frutas, especialmente del muérdago, pero también capturan insectos. Son aves tranquilas, que permanecen quietas en sus perchas en ramas abiertas y  no acompañan bandadas mixtas.

## Taxonomía
Berv & Prum (2014) produjeron una extensa filogenia para la familia Cotingidae reflejando muchas de las divisiones anteriores e incluyendo nuevas relaciones entre los taxones, donde se propone el reconocimiento de cinco subfamilias. De acuerdo a esta clasificación, Ampelion pertenece a una subfamilia Phytotominae Swainson, 1837, junto a Phytotoma, Doliornis, Zaratornis y Phibalura. El Comité de Clasificación de Sudamérica (SACC) aguarda propuestas para modificar la secuencia linear de los géneros y reconocer las subfamilias.

## Lista de especies
Según las clasificaciones del Congreso Ornitológico Internacional (IOC) y Clements Checklist/eBird, el género agrupa a las siguientes especies con el respectivo nombre popular de acuerdo con la Sociedad Española de Ornitología (SEO):
| Imagen | Nombre científico       | Autor                          | Nombre común          | Estado de conservación | Distribución |
| ------ | ----------------------- | ------------------------------ | --------------------- | ---------------------- | ------------ |
|        | Ampelion rubrocristatus | (d'Orbigny & Lafresnaye, 1837) | cotinga crestirrojo   | LC                     |              |
|        | Ampelion rufaxilla      | (Tschudi, 1844)                | cotinga cresticastaño | LC                     |              |